# جون راندال ماكدونالد
جون راندال ماكدونالد (بالإنجليزية: John Randal McDonald)‏ هو مهندس معماري أمريكي، ولد في 1922 في ميلواكي في الولايات المتحدة، وتوفي في 3 ديسمبر 2003.